# Lost Highway (álbum)
Lost Highway es el 10.º disco de estudio de Bon Jovi. Es el tercer disco de la banda que logra posicionarse como número 1 en el Billboard Top 200 estadounidense después de aproximadamente 20 años de los exitosos álbumes Slippery When Wet y New Jersey.

## Concepto y origen
"La libertad acústica es lo que hizo posible este disco", dice Jon Bon Jovi. "Libertad musical para explorar y libertad emocional para expresar lo que anidaba en nuestros corazones".
"Lost Highway" es una colección de 12 canciones con un original sonido, es una mirada a la naturaleza del amor y la vida en todo su apogeo. El amor, cómo la vida se pierde, se encuentra, se olvida y se reclama, es lo que prevalece en estas canciones. Los estados de ánimo son muchos, pero el sentimiento es Bon Jovi.
Jon Bon Jovi describe este álbum como "un disco de Bon Jovi influenciado por el sonido y la personalidad de Nashville".
"He estado yendo a Nashville desde 1991", explica Bon Jovi. "En Nashville todo va de canciones y compositores. Si eres alguien como yo que adora las canciones y al que le encanta codearse con compositores, Nashville es el lugar. Me gusta fomentar ese sentimiento y me inspira mucho su ambiente creativo".
"Escribir este disco con Jon fue profundamente catártico", dice Richie Sambora, que ha colaborado en diez de las canciones. "Yo estaba pasando por cambios emocionales que eran nuevos para mí. Mi padre estaba enfermo, tuve un divorcio doloroso. Era el comienzo de un nuevo capítulo de mi vida. Vertí todo lo que sentía en este proyecto, todos los pedazos de mi alma están aquí".
"Durante más de veinte años ya", explica Jon, "Richie y yo hemos sido estrechos colaboradores, incluso cuando a través de nuestras canciones creamos historias de ficción, revelan nuestros estados mentales. En gran medida, Lost Highway se centra en esa luz que lanza el amor. Cuando brilla esa luz, con todo su esplendor, te permite ver las grietas; los desperfectos. Y eso está bien, "Everybody's Broken" habla sobre eso.

## Composición y producción
Además del clásico dúo compositivo que forman Jon Bon Jovi y Richie Sambora, está la contribución de dos conocidos productores. El primero, John Shanks, es en palabras de Jon, "prácticamente el quinto miembro de la banda". Los créditos de Shanks incluyen el álbum de Bon Jovi de 2005, ganador del Premio Grammy, Have a Nice Day. El segundo, Dann Huff, uno de los más importantes productores de Nashville, ha disfrutado de un éxito importante junto a la mayoría de los nombres más grandes de la música country, entre ellos Keith Urban y Rascal Flatts. "La química entre los dos estilos de producción", añade Jon, "era natural y suave. De hecho, toda la creación de este disco es tan libre como una carretera abierta al mundo".
"Yo veo "Lost Highway" como un diario de un período concreto de tiempo", dice Richie. "Fue una época profunda porque volvimos a descubrir la libertad más simple y lo divertido que es componer canciones. Sólo nos interesaba la honestidad y las cosas más íntimas. Y aunque una canción aparentemente de amor como "Seat Next To You" se encuadre en un entorno romántico de pareja, yo pensaba en mi padre y yo. Pensaba, no importa lo que ocurra, un hijo siempre tendrá un lugar especial junto a su padre".
"Cuando canto "I Love This Town", explica Jon, "Obviamente hablo de Nashville. Nashville es el espíritu que hay detrás de este trabajo musical enérgico y relajado. Pero también hablo de todas las ciudades donde la energía creativa del corazón se ve alimentada y estimulada. O sea Chicago, Londres, Tokio, Berlín, o Red Bank, New Jersey. Hace veinticinco años empecé a tener la convicción de que las grandes canciones estaban en la base de todo. Esas grandes canciones marcaron los recuerdos no sólo para nosotros como compositores, sino para el público que las escuchaba. Aquellas canciones eran la espina dorsal de todo este loco negocio de la música. "Lost Highway" nos llevó a un lugar donde podíamos renovar esas creencias. Creo que este disco nos ha devuelto a nuestros orígenes, donde las buenas historias se convierten en buena música".
Sambora ve mucho significado en el título. "Yo también soy un viajero en esta "Lost Highway" (Autopista Perdida)", dice. "Da un poco de miedo porque es desconocida, pero es también reconfortante porque conduce a nuevos y excitantes lugares. En una de las canciones, Jon escribe, "In my rear view mirror my life is getting clearer" (En el espejo retrovisor mi vida se hace más clara) Y otra dice, "There's a whole lot of leaving going on" (Sigue habiendo muchas formas de partir). Seguro que hay algo de arrepentimiento. Hay lágrimas por todo el disco. Pero también hay alegría y mucha esperanza, además de la expectación por lo que puede pasar cuando comienzas un nuevo capítulo de tu vida. Al final de todo, está el saber que "Lost Highway", es la continuación de ese viaje".

## Lista de canciones
| N.º   | Título                                                    | Escritor(es)                               | Duración |  |
| 1.    | «Lost Highway»                                            | Jon Bon Jovi, Richie Sambora, John Shanks  | 4:13     |  |
| 2.    | «Summertime»                                              | Bon Jovi, Sambora, Shanks                  | 3:17     |  |
| 3.    | «(You Want To) Make a Memory»                             | Bon Jovi, Sambora, Desmond Child           | 4:36     |  |
| 4.    | «Whole Lot of Leavin'»                                    | Bon Jovi, Shanks                           | 4:16     |  |
| 5.    | «We Got It Going On» (junto con Big & Rich)               | Bon Jovi, Sambora, Kenny Alphin, John Rich | 4:13     |  |
| 6.    | «Any Other Day»                                           | Bon Jovi, Richie Sambora, Gordie Sampson   | 4:01     |  |
| 7.    | «Seat Next to You»                                        | Bon Jovi, Sambora, Hillary Lindsey         | 4:21     |  |
| 8.    | «Everybody's Broken»                                      | Bon Jovi, Billy Falcon                     | 4:11     |  |
| 9.    | «Till We Ain't Strangers Anymore» (junto con LeAnn Rimes) | Bon Jovi, Sambora, Brett James             | 4:43     |  |
| 10.   | «The Last Night»                                          | Bon Jovi, Sambora, John Shanks             | 3:32     |  |
| 11.   | «One Step Closer»                                         | Bon Jovi, Sambora, Shanks                  | 3:35     |  |
| 12.   | «I Love This Town»                                        | Bon Jovi, Sambora, Falcon                  | 4:36     |  |
| 49:57 |                                                           |                                            |          |  |

| Edición limitada de Estados Unidos |                                                                                           |                                 |          |  |
| N.º                                | Título                                                                                    | Escritor(es)                    | Duración |  |
| 13.                                | «Walk Like A Man»                                                                         | Bon Jovi, Child, Rodney Clawson | 4:29     |  |
| 14.                                | «I Love This Town» (versión en vivo en el Cannery Ballroom de Nashville (Estados Unidos)) | Bon Jovi, Falcon                | 4:46     |  |

| Edición japonesa |                              |                                |          |  |
| N.º              | Título                       | Escritor(es)                   | Duración |  |
| 13.              | «Lonely»                     | Bon Jovi, Child, Darrell Brown | 3:56     |  |
| 14.              | «Put The Boy Back In Cowboy» | Bon Jovi                       | 4:00     |  |

| Edición especial de 2010 |                                                              |          |  |
| N.º                      | Título                                                       | Duración |  |
| 13.                      | «Lost Highway» (versión en vivo del Lost Highway Tour)       | 4:07     |  |
| 14.                      | «We Got It Going On» (versión en vivo del Lost Highway Tour) | 4:23     |  |
| 15.                      | «Any Other Day» (versión en vivo del Lost Highway Tour)      | 5:52     |  |
| 16.                      | «I Love This Town» (versión en vivo del Lost Highway Tour)   | 4:55     |  |

| Tour Edition (Europa) (disco 2) |                                                                                           |          |  |
| N.º                             | Título                                                                                    | Duración |  |
| 1.                              | «Lost Highway» (versión en vivo extraída de Lost Highway: The concert)                    | 4:34     |  |
| 2.                              | «Summertime» (versión en vivo extraída de Lost Highway: The concert)                      | 3:24     |  |
| 3.                              | «(You Want To) Make a Memory» (versión en vivo extraída de Lost Highway: The concert)     | 4:48     |  |
| 4.                              | «Whole Lot of Leavin'» (versión en vivo extraída de Lost Highway: The concert)            | 4:31     |  |
| 5.                              | «We Got It Going On» (versión en vivo extraída de Lost Highway: The concert)              | 4:25     |  |
| 6.                              | «Any Other Day» (versión en vivo extraída de Lost Highway: The concert)                   | 7:59     |  |
| 7.                              | «Seat Next to You» (versión en vivo extraída de Lost Highway: The concert)                | 4:34     |  |
| 8.                              | «Everybody's Broken» (versión en vivo extraída de Lost Highway: The concert)              | 4:20     |  |
| 9.                              | «Till We Ain't Strangers Anymore» (versión en vivo extraída de Lost Highway: The concert) | 5:18     |  |
| 10.                             | «The Last Night» (versión en vivo extraída de Lost Highway: The concert)                  | 3:37     |  |
| 11.                             | «One Step Closer» (versión en vivo extraída de Lost Highway: The concert)                 | 3:41     |  |
| 12.                             | «I Love This Town» (versión en vivo extraída de Lost Highway: The concert)                | 5:05     |  |
| 13.                             | «It's My Life» (versión en vivo extraída de Lost Highway: The concert)                    | 4:06     |  |
| 14.                             | «Wanted Dead or Alive» (versión en vivo extraída de Lost Highway: The concert)            | 5:26     |  |

| Tour Edition (Australasia) (disco 2) |                                         |          |  |
| N.º                                  | Título                                  | Duración |  |
| 1.                                   | «Hallelujah» (en vivo)                  | 6:02     |  |
| 2.                                   | «(You Want To) Make a Memory» (en vivo) | 4:24     |  |
| 3.                                   | «Lost Highway» (en vivo)                | 4:12     |  |
| 4.                                   | «Wanted Dead or Alive» (en vivo)        | 5:08     |  |
| 5.                                   | «Who Says You Can't Go Home» (en vivo)  | 4:50     |  |
| 6.                                   | «Whole Lot of Leavin'» (en vivo)        | 4:05     |  |

## Ventas
| Semana                             | Posicionamiento (mundial) | Ventas mundiales |
| ---------------------------------- | ------------------------- | ---------------- |
| 1.ª (del 11 al 17 de junio)        | 2                         | 276 100          |
| 2.ª (del 18 al 24 de junio)        | 1                         | 478 500          |
| 3.ª (del 25 de jun. al 1 de jul.)  | 3                         | 277 500          |
| 4.ª (del 2 al 8 de julio)          | 2                         | 228 600          |
| 5.ª (del 9 al 15 de julio)         | 4                         | 167 800          |
| 6.ª (del 16 al 22 de julio)        | 5                         | 136 700          |
| 7.ª (del 23 al 29 de julio)        | 10                        | 112 100          |
| 8.ª (del 30 de jul. al 5 de ago.)  | 14                        | 94 500           |
| 9.ª (del 6 al 12 de agosto)        | 14                        | 82 800           |
| 10.ª (del 13 al 19 de agosto)      | 19                        | 69 500           |
| 11.ª (del 20 al 26 de agosto)      | 17                        | 59 800           |
| 12.ª (del 27 de ago. al 2 de sep.) | 25                        | 44 300           |
| 13.ª (del 3 al 9 de septiembre)    | 36                        | 38 900           |
| 14.ª (del 10 al 16 de septiembre)  | 36                        | 36 200           |
| Total                              | Total                     | 2 433 700        |

- Descenso considerable (5 puestos o más).
- Sin variación.
- Ascenso.

## Posicionamiento en listas
| Lista (2007)                               | Posición |
| ------------------------------------------ | -------- |
| Alemania (Offizielle Top 100)              | 1        |
| Argentina (CAPIF)                          | 3        |
| Australia (ARIA)                           | 2        |
| Austria (Ö3 Austria Top 40)                | 1        |
| Bélgica (Ultratop Flandes)                 | 7        |
| Bélgica (Ultratop Valonia)                 | 44       |
| Canadá (Billboard)                         | 1        |
| Dinamarca (Hitlisten)                      | 1        |
| España (PROMUSICAE)                        | 2        |
| Estados Unidos (Billboard 200)             | 1        |
| Estados Unidos (Billboard Top Rock Albums) | 1        |
| Finlandia (SVL)                            | 3        |
| Francia (SNEP)                             | 39       |
| Global (IFPI)                              | 1        |
| Hungría (MAHASZ)                           | 3        |
| Irlanda (Irish Albums Chart)               | 5        |
| Italia (FIMI)                              | 10       |
| Japón (Oricon Albums Chart)                | 1        |
| México (Top 100 México)                    | 13       |
| Noruega (VG-lista)                         | 7        |
| Nueva Zelanda (RIANZ)                      | 2        |
| Países Bajos (Dutch Charts)                | 1        |
| Polonia (ZPAV)                             | 11       |
| Portugal (AFP)                             | 16       |
| Reino Unido (UK Albums Chart)              | 2        |
| Suecia (Sverigetopplistan)                 | 4        |
| Suiza (Schweizer Hitparade)                | 1        |

| Lista (2007)                   | Posición |
| ------------------------------ | -------- |
| Alemania (GfK Entertainment)   | 15       |
| Australia (ARIA)               | 92       |
| Austria (Ö3 Austria)           | 13       |
| Bélgica (Ultratop Flandes)     | 68       |
| Estados Unidos (Billboard 200) | 49       |
| Global (IFPI)                  | 24       |
| Japón (Oricon Albums Chart)    | 55       |
| Países Bajos (Dutch Charts)    | 66       |
| Reino Unido (Official Charts)  | 92       |
| Suiza (Schweizer Hitparade)    | 17       |
| Lista (2008)                   | Posición |
| Estados Unidos (Billboard 200) | 160      |

## Certificaciones
| País                                        | Certificación | Ventas por certificado |
| ------------------------------------------- | ------------- | ---------------------- |
| Alemania (BVMI)                             | Platino       | 200.000                |
| Australia (ARIA)                            | Oro           | 35.000                 |
| Austria (IFPI Austria)                      | 2× Platino    | 40.000                 |
| Canadá (CRIA)                               | 3× Platino    | 300.000                |
| Dinamarca (IFPI Dinamarca)                  | Oro           | 15.000                 |
| España (AFYVE)                              | Oro           | 40.000                 |
| Estados Unidos (RIAA)                       | Platino       | 1.000.000              |
| Hungría (MAHASZ)                            | Oro           | 3.000                  |
| Irlanda (IRMA)                              | Oro           | 7.500                  |
| Japón (RIAJ)                                | Oro           | 100.000                |
| Nueva Zelanda (RMNZ)                        | Oro           | 7.500                  |
| Reino Unido (BPI)                           | Oro           | 100.000                |
| Rusia (NFPP)                                | Oro           | 10.000                 |
| Suiza (IFPI Suiza)                          | Platino       | 30.000                 |
| Ventas totales por certificación: 1.888.000 |               |                        |